# Seznam medailistů na halovém mistrovství světa v běhu na 800 m

## Muži
| Rok  | Místo        | Zlato                            | Výkon vítěze                     | Stříbro                          | Bronz                            |
| ---- | ------------ | -------------------------------- | -------------------------------- | -------------------------------- | -------------------------------- |
| 1985 | Paříž        | Colomán Trabado                  | 1:47,42                          | Benjamín González                | Ikem Billy                       |
| 1987 | Indianapolis | José Luíz Barbosa                | 1:47,49                          | Vladimir Graudyň                 | Faouzi Lahbi                     |
| 1989 | Budapešť     | Paul Ereng                       | 1:44,84                          | José Luíz Barbosa                | Tonino Viali                     |
| 1991 | Sevilla      | Paul Ereng                       | 1:47,08                          | Tomás de Teresa                  | Simon Hoogewerf                  |
| 1993 | Toronto      | Tom McKean                       | 1:47,29                          | Charles Nkazamyampi              | Nico Motchebon                   |
| 1995 | Barcelona    | Clive Terrelonge                 | 1:47,30                          | Benson Koech                     | Pavel Soukup                     |
| 1997 | Paříž        | Wilson Kipketer                  | 1:42,67 – RHMS                   | Mahjoub Haïda                    | Rich Kenah                       |
| 1999 | Maebaši      | Johan Botha                      | 1:45,47                          | Wilson Kipketer                  | Nico Motchebon                   |
| 2001 | Lisabon      | Jurij Borzakovskij               | 1:44,49                          | Johan Botha                      | André Bucher                     |
| 2003 | Birmingham   | David Krummenacker               | 1:45,69                          | Wilson Kipketer                  | Wilfred Bungei                   |
| 2004 | Budapešť     | Mbulaeni Mulaudzi                | 1:45,71                          | Rašíd Ramzí                      | Osmar dos Santos                 |
| 2006 | Moskva       | Wilfred Bungei                   | 1:47,15                          | Mbulaeni Mulaudzi                | Jurij Borzakovskij               |
| 2008 | Valencie     | Abubaker Kaki                    | 1:44,81                          | Mbulaeni Mulaudzi                | Yusuf Saad Kamel                 |
| 2010 | Dauhá        | Abubaker Kaki                    | 1:46,23                          | Boaz Kiplagat Lalang             | Adam Kszczot                     |
| 2012 | Istanbul     | Mohammed Aman                    | 1:48,36                          | Jakub Holuša                     | Andrew Osagie                    |
| 2014 | Sopoty       | Mohammed Aman                    | 1:46,40                          | Adam Kszczot                     | Andrew Osagie                    |
| 2016 | Portland     | Boris Berian                     | 1:45,83                          | Antoine Gakeme                   | Erik Sowinski                    |
| 2018 | Birmingham   | Adam Kszczot                     | 1:47,47                          | Drew Windle                      | Saúl Ordóñez                     |
| 2020 | Nanking      | zrušeno kvůli pandemii covidu-19 | zrušeno kvůli pandemii covidu-19 | zrušeno kvůli pandemii covidu-19 | zrušeno kvůli pandemii covidu-19 |
| 2022 | Bělehrad     | Mariano García                   | 1:46,20                          | Noah Kibet                       | Bryce Hoppel                     |
| 2024 | Glasgow      | Bryce Hoppel                     | 1:44,92                          | Andreas Kramer                   | Eliott Crestan                   |
| 2025 | Nanking      | Josh Hoey                        | 1:44,77                          | Eliott Crestan                   | Elvin Josué Canales              |

## Ženy
| Rok  | Místo        | Zlato                            | Výkon vítěze                     | Stříbro                          | Bronz                            |
| ---- | ------------ | -------------------------------- | -------------------------------- | -------------------------------- | -------------------------------- |
| 1985 | Paříž        | Cristeana Cojocaruová            | 2:04,22                          | Jane Finchová                    | Maria Simeanuová                 |
| 1987 | Indianapolis | Christine Wachtelová             | 2:01,32                          | Gabriela Sedláková               | Ljubov Kirjuchinová              |
| 1989 | Budapešť     | Christine Wachtelová             | 1:59,24                          | Tatjana Grebenčuková             | Ellen Kiesslingová               |
| 1991 | Sevilla      | Christine Wachtelová             | 2:01,51                          | Violeta Becleaová                | Ella Kovacsová                   |
| 1993 | Toronto      | Maria Mutolaová                  | 1:57,55                          | Světlana Mastěrkovová            | Joetta Clarková                  |
| 1995 | Barcelona    | Maria Mutolaová                  | 1:57,62                          | Jelena Afanasjevová              | Letitia Vriesdeová               |
| 1997 | Paříž        | Maria Mutolaová                  | 1:58,96                          | Natalia Duchnovová               | Joetta Clarková                  |
| 1999 | Maebaši      | Ludmila Formanová                | 1:56,90 – RHMS                   | Maria Mutolaová                  | Natalia Cyganovová               |
| 2001 | Lisabon      | Maria Mutolaová                  | 1:59,74                          | Stephanie Grafová                | Helena Fuchsová                  |
| 2003 | Birmingham   | Maria Mutolaová                  | 1:58,94                          | Stephanie Grafová                | Mayte Martínezová                |
| 2004 | Budapešť     | Maria Mutolaová                  | 1:58,50                          | Jolanda Čeplaková                | Joanne Fennová                   |
| 2006 | Moskva       | Maria Mutolaová                  | 1:58,90                          | Kenia Sinclairová                | Hasna Benhassi                   |
| 2008 | Valencie     | Tamsyn Lewisová                  | 2:02,57                          | Taťána Petljuková                | Maria Mutolaová                  |
| 2010 | Dauhá        | Marija Savinovová                | 1:58,26                          | Jennifer Meadowsová              | Alysia Johnsonová                |
| 2012 | Istanbul     | Pamela Jelimová                  | 1:58,82                          | Natalija Lupuová                 | Erica Mooreová                   |
| 2014 | Sopoty       | Chanelle Priceová                | 2:00,09                          | Angelika Cichocka                | Maryna Arzamasavová              |
| 2016 | Portland     | Francine Niyonsabaová            | 2:00,01                          | Ajeé Wilsonová                   | Margaret Wambuiová               |
| 2018 | Birmingham   | Francine Niyonsabaová            | 1:58,31                          | Ajeé Wilsonová                   | Shelayna Oskanová-Clarkeová      |
| 2020 | Nanking      | zrušeno kvůli pandemii covidu-19 | zrušeno kvůli pandemii covidu-19 | zrušeno kvůli pandemii covidu-19 | zrušeno kvůli pandemii covidu-19 |
| 2022 | Bělehrad     | Ajeé Wilsonová                   | 1:59,09                          | Freweyni Hailuová                | Halimah Nakaayiová               |
| 2024 | Glasgow      | Tsige Dugumová                   | 2:01,90                          | Jemma Reekieová                  | Noélie Yarigová                  |
| 2025 | Nanking      | Prudence Sekgodisová             | 1:58,40                          | Nigist Getachewová               | Patricia Silvaová                |